# Riverina
Riverina /rɪvəˈriːnə/ là một vùng nông nghiệp của Tây Nam New South Wales (NSW), Úc. Riverina được phân biệt với các khu vực khác của Úc bởi sự kết hợp của đồng bằng bằng phẳng, khí hậu ấm áp đến nóng và nguồn cung cấp nước dồi dào cho tưới tiêu. Sự kết hợp này đã cho phép Riverina phát triển thành một trong những khu vực đa dạng nhất về sản xuất và nông nghiệp của Úc. Giáp về phía nam của tiểu bang Victoria và ở phía đông của Dãy núi Great Dividing, Riverina bao phủ các khu vực của New South Wales trong lưu vực sông Murray và Murrumbidgee đến hợp lưu của chúng ở phía tây.
Là ngôi nhà của các nhóm thổ dân trong hơn 40.000 năm, Riverina ban đầu bị người châu Âu xâm chiếm vào giữa thế kỷ 19 như là một khu vực mục vụ cung cấp thịt bò và len cho các thị trường ở Úc và hơn thế nữa. Trong thế kỷ 20, sự phát triển của các khu vực thủy lợi chính ở thung lũng Murray và Murrumbidgee đã dẫn đến sự ra đời của các loại cây trồng như lúa và rượu vang nho. Riverina có mối quan hệ văn hóa mạnh mẽ với Victoria và khu vực này là nguồn gốc của phần lớn động lực đằng sau quá trình liên bang hóa các thuộc địa Úc.
Các trung tâm dân số và dịch vụ chính ở Riverina bao gồm các thành phố Wagga Wagga, Leeton và Griffith. Wagga Wagga là nơi có khuôn viên của Đại học Charles Sturt, nhà cung cấp giáo dục đại học địa phương duy nhất cho khu vực. Wagga Wagga là nơi có hai cơ sở của Lực lượng Quốc phòng Úc.